# Bogdan Rogatko
Bogdan Rogatko (ur. 20 maja 1940 w Hebdowie, zm. 30 stycznia 2017) – polski krytyk literacki i wydawca.

## Życiorys
Był absolwentem I Liceum Ogólnokształcącego im. Bartłomieja Nowodworskiego w Krakowie oraz polonistyki na Uniwersytecie Jagiellońskim. Debiutował w 1964 na łamach Tygodnika Powszechnego. Pracował w Wydawnictwie Literackim, krakowskim oddziale Państwowego Wydawnictwa Naukowego oraz w redakcji Życia Literackiego, gdzie kierował działem krytyki literackiej. Z tego ostatniego pisma został zwolniony po ogłoszeniu stanu wojennego. W latach 1984–1989 był redaktorem podziemnego pisma Miesięcznik Małopolski, kierował niezależnym wydawnictwem Libertas. W latach 1990–1992 był dyrektorem Wydawnictwa Literackiego, następnie został prezesem Krakowskiej Fundacji Kultury, w ramach której wydawał do 2005 pismo Dekada Literacka, był również autorem i członkiem redakcji tego pisma. Następnie został członkiem redakcji Nowej Dekady Krakowskiej.
Od 1989 był członkiem Stowarzyszenia Pisarzy Polskich.

## Książki
- Utopia Młodej Polski (1972)
- Hołuj (1978)
- Zofia Nałkowska (1980) – nagrodzona w 1981 Nagrodą Życia Literackiego
- Linie przerywane. O literaturze polskiej XX wieku (1988)
- Czas zbliżeń. Szkice i wspomnienia (2015)
- Kraków literacki. Impresje i listy do poetek (2016)